# Pierfranco Vianelli
Pierfranco Vianelli (nascido em 20 de outubro de 1946) é um ex-ciclista italiano que participava em competições de ciclismo de estrada. Foi o vencedor do Giro d'Italia em 1971.
Como um ciclista amador, ele participou nos Jogos Olímpicos de 1968 na Cidade do México, onde foi o vencedor e recebeu a medalha de ouro competindo na prova de estrada individual, com Leif Mortensen e Gösta Pettersson. Nos 100 km contrarrelógio por equipes, conquistou uma medalha de bronze, juntamente com Giovanni Bramucci, Vittorio Marcelli e Mauro Simonetti.
Profissionalizando-se em 1969, ele competiu até o ano de 1973.